# Зимний шторм в Северной Америке 13–17 февраля 2021 года
Зимний шторм 13–17 февраля 2021 года в Северной Америке, неофициально именуемый Зимним штормом Ури  был крупным снежным и ледяным штормом, который оказал большое влияние на Соединенные Штаты, Северную Мексику и некоторые районы Канады. 13-17 февраля. Шторм начался на северо-западе Тихого океана и быстро перекинулся на юг Соединённых Штатов, а через пару дней переместился на Средний Запад и Северо-Восток Соединённых Штатов.
Шторм привел к тому, что более 170 миллионов американцев оказались в условиях штормового предупреждения, объявленного Национальной метеорологической службой США, более 9,9 миллиона человек в США и Мексике остались без электричества, в первую очередь из-за энергетического кризиса в Техасе в 2021 году.  Отключение электроэнергии стало крупнейшим в США после отключения в 2003 году. Шторм способствовал возникновению сильной волны холода, поразившей большую часть Северной Америки. Шторм также принес суровую разрушительную погоду на юго-восток США, в том числе несколько торнадо. 16 февраля в результате урагана погибло как минимум 20 человек, и ещё 13 человек по причинам, косвенно связанным с ураганом; к 30 апреля число погибших возросло как минимум до 176 человек, в том числе 164 человека в США и 12 человек в Мексике.  Ущерб от отключений электроэнергии оценивается как минимум в $ 195 млрд (в ценах 2021 года), что делает этот шторм самым дорогостоящим стихийным бедствием в зарегистрированной истории Техаса и Соединённых Штатов в целом. Это также самый смертоносный зимний шторм в Северной Америке со времен метели 1996 года, унесшей жизни 154 человека.

## Метеорологическая история
13 февраля у побережья Тихоокеанского Северо-Запада разразился фронтальный шторм, который переместился на берег и двинулся на юго-восток. За это время минимальное давление 992 мбар наблюдалось над Скалистыми горами.  В тот же день The Weather Channel дал шторму неофициальное название Winter Storm Uri; Федеральная комиссия по связи позже использовала это имя в своих отчетах после 17 февраля. 12-13 февраля, на юг из Северной Калифорнии в северную Мексику опустилась барическая ложбина, по которой влага направлялась из Техаса в область шторма, который смещался на юго-восток. В течение следующих нескольких дней ураган начал развиваться, когда он вошел в южные штаты и переместился в Техас. 13-14 февраля вторая, гораздо более крупная барическая ложбина образовалась над центральной частью Соединённых Штатов, чему способствовал сдвиг на юг от полярного вихря, в то время как зимний шторм переместился в Техас. К 15 февраля ложбина полностью сформировалась, направив значительное количество влаги в зону шторма, а также способствовав возникновению волны холода, которая затронула большую часть Центральной и Восточной части США.  Скорость ветра в высотном струйном течении вокруг барической ложбины достигала 275 км/ч.  15 февраля штормовая система образовала новую депрессию у побережья северо-западной Флориды, когда шторм повернул на северо-восток и увеличился в размерах.
16 февраля ураган породил ещё один центр низкого давления на севере, поскольку система стала более организованной и двигалась к северо-востоку. Позже в тот же день шторм разделился пополам, новый шторм двинулся на север, в Квебек, в то время как первоначальная система переместилась к восточному побережью США . К тому времени, когда зимний шторм покинул США поздно вечером 16 февраля, снегопады, вызванные многочисленными зимними штормами в течение последнего месяца, покрыли снегом почти 75% территории США, что является самым большим количеством снежного покрова, наблюдавшимся в Соединённых Штатах с начала 2003 года.  17 февраля вторичный минимум шторма рассеялся по мере приближения системы к побережью Ньюфаундленда, усиливаясь в процессе продвижения. В 12:00 по Гринвичу того же дня давление в центре шторма достигло 985 мбар, когда центр шторма двигался над Ньюфаундлендом. В тот же день Свободный университет Берлина присвоил шторму название Belrem. Шторм продолжал усиливаться по мере того, как он пересекал Северную Атлантику, при этом центральное давление шторма упало к 19 февраля до 960 мбар. 20 февраля у шторма образовалась вторая зона низкого давления, которая постепенно стала ослабевать по мере продвижения на северо-запад в сторону Исландии. После этого шторм повернул на запад, 22 февраля, постепенно ослабевая, прошел через южную Гренландию  и рассеялся 24 февраля.

## Подготовка и воздействие
|  |                                            |  |  |  |  |
|  | Предупреждение о зимнем шторме             |  |  |  |  |
|  | Ожидание зимнего шторма                    |  |  |  |  |
|  | Информация о неблагопроятной зимней погоде |  |  |  |  |

### Соединенные Штаты
14 февраля в результате шторма более 170 миллионов граждан США находились в условиях штормового предупреждения различной степени тяжести, что является рекордной величиной за последние 15 лет. По данным Национальной метеорологической службы более 120 миллионов из этих людей находились в условиях предупреждение о зимнем шторме или ледяном шторме. Зимний шторм привел к отказу электросетей по всей территории США, что привело к отключению электроэнергии в более чем 5,2 млн домов и предприятий, подавляющее большинство из которых находилось в штате Техас, что стало одним из крупнейших отключений электроэнергии в современной истории США , крупнейшим после аварии 2003 года. Шторм унес жизни по меньшей мере 164 человек в Соединённых Штатах, из них 151 — в Техасе. Первоначальное число погибших оценивалось в 70 человек, но после сбора дополнительной информации оно было увеличено. Страховщики оценили ущерб от отключений электроэнергии в сумму не менее $ 195 млрд, что превышает сумму ущерба, нанесенного в Техасе ураганом Харви и ураганом Айк вместе взятыми, и является самым большим ущербом, зарегистрированным в истории Техаса.

#### Северо-Запад
Зимняя буря была второй, обрушившейся на регион за неделю. 28 см снега, выпавшие в Сиэтле (шт. Вашингтон), усугубили ситуацию, возникшую в результате предыдущего шторма. Это был самый большой двухдневный снегопад, зарегистрированный в Сиэтле с 1972 г.
Метро Портленда сильно пострадало от урагана, принесшего в регион смесь снега и льда. 24 см снега, выпавшего в международном аэропорту Портленда 12–13 февраля, было наибольшим количеством снега, выпавшим на этот город за двухдневный период с 1968 года. В области без электричества остались более 270 тысяч человек. Губернатор Кейт Браун объявила чрезвычайное положение.
25 см снега выпало в Бойсе (шт. Айдахо) за тот же период времени, что стало рекордным двухдневным снегопадом с 1996 года.

#### Юго-запад
Шторм принес сильный снегопад и очень низкие температуры в Колорадо и Нью-Мексико. Количество снега в Колорадо колеблется от нескольких сантиметров на севере до более  чем 60 см в горах Сан-Хуан в южной части штата. В Нью-Мексико штормовая система вызвала сильный снегопад, сильный ветер и очень низкие температуры. 14 февраля в районе метро Альбукерке было объявлено предупреждение о буране из-за сильного ветра, превышающего 80 км/ч, низкие температуры и метель. Между тем, предупреждения о зимнем шторме были выпущены для остальной части штата Нью-Мексико. В горах северной и центральной части штата Нью-Мексико выпало до 60 см снега. Количество снега в районе метро Альбукерке колебалось от 5 до 15 см. Автомагистраль 40, проходящая через район метро Альбукерке, была закрыта на несколько часов из-за многочисленных дорожно-транспортных происшествий по причине гололеда. На юге Нью-Мексико выпало до 5 см снега, в горах местами ещё больше.

#### Центральные и Южные равнины
Из-за угрозы обледенения Департамент транспорта Техаса (TxDOT) предварительно обработал дороги в шести округах Юго-Восточного Техаса с использованием солевой смеси. Впервые в истории Национальная метеорологическая служба (через свои 13 региональных офисов, обслуживающих Техас и прилегающие районы Оклахомы, Нью-Мексико, Арканзаса и Луизианы) выпустила предупреждения о зимнем шторме для всех 254 округов штата.

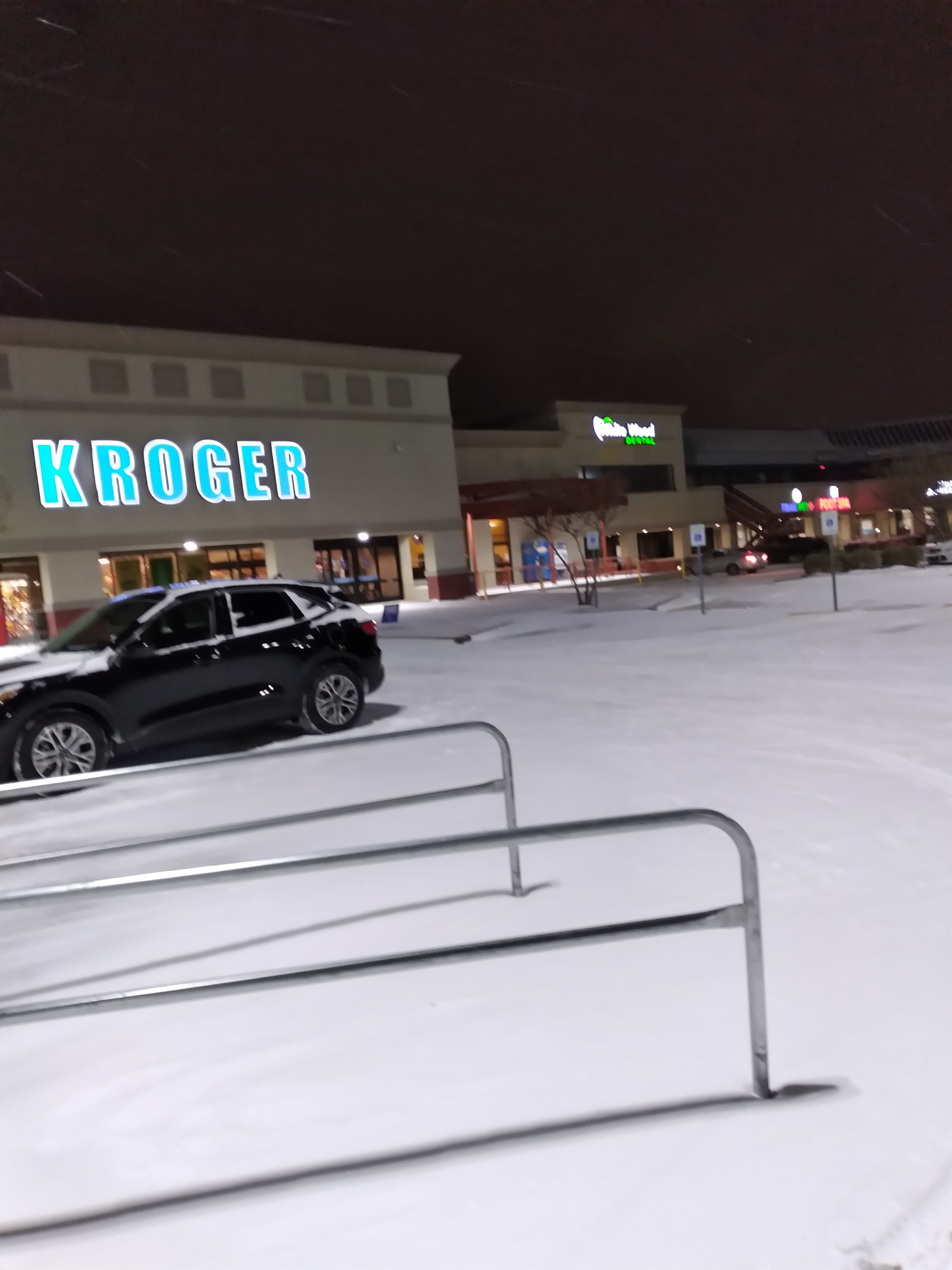
Снег в продуктовом магазине Kroger на севере Далласа.

14–15 февраля во время урагана выпало много снега в Техасе и Оклахоме. В результате зимнего шторма и одновременной волны холода электрические сети, неспособные поддерживать более высокий, чем обычно, спрос на электроэнергию и отопление со стороны бытовых и бизнес-потребителей, вышли из строя на всем протяжении Техасской синхронной сети; на пике отключений по меньшей мере 4,5 миллиона жителей Техаса остались без электричества.. Две комиссии по надежности электроснабжения, обслуживающие южные регионы США — Юго-западный пул электроснабжения (SPP) и Совет по надежности электроснабжения Техаса (ERCOT) — санкционировали веерные отключения электроэнергии в 14 штатах на фоне низких температур в попытке снизить нагрузку на  энергосистемы и предотвратить полное продолжительное отключение электроэнергии. Контролируемые отключения были инициированы после того, как 15 и 16 февраля Юго-западный пул электроснабжения объявил аварийное оповещение об энергоснабжении уровня 3. SPP и ERCOT столкнулись с критикой со стороны правительственных чиновников и жителей региона за позднее уведомление об отключениях, а также за то, что не были указаны конкретные области, обслуживаемые коммунальными предприятиями-партнерами SPP, которые могут быть затронуты отключениями.
На пике веерных отключени без электричества остались 4,2 млн человек в южно-центральных штатах, причем более 3,5 млн из них в Техасе.  Губернатор Грег Эбботт призвал Законодательное собрание Техаса провести расследование действий ERCOT в преддверии шторма. Некоторые  отключения электроэнергии были вызваны тем, что в нескольких городах Центральной и Южной равнины были зафиксированы рекордно низкие температуры ночью: только 16 февраля были побиты дневные рекордные минимумы в Оклахома-Сити (-26 °С, самая низкая температура с 1899 года и вторая самая низкая температура за всю историю наблюдений), Далласе (-19 °С, самая низкая температура с 1930 года и вторая самая низкая температура за всю историю наблюдений), Хьюстоне (-11 °С, самая низкая температура в городе со времени холодной волны декабря 1989 г.), Сан-Антонио (-15 °С, самая низкая температура в городе с 1989 г.) и Литл-Роке (-18 °С, самая низкая температура в городе с 1989 года). Одновременно рекорды низких температур установлены в Фейетвилле, шт. Арканзас (-29 °С) и Гастингсе, шт. Небраска (-34 °С).
Постоянные отключения электроэнергии, длительные перебои в подаче электроэнергии и обледенение, вызванные осадками и необычно низкими для региона температурами, вызвали массовые нарушения в системах распределения воды на Южных равнинах. Разрывы водопроводов произошли во многих областях, а перебои с подачей электроэнергии повлияли на водоочистные сооружения в некоторых частях региона, что заставило администрацию нескольких городов, включая Хьюстон, Сан-Антонио, Форт-Уэрт, Абилин, Остин, Киллин и Арлингтон в Техасе; и Шривпорт в Луизиане ввести в действие приказы о кипячении воды в жилых помещениях (т. е. кипятить питьевую воду в течение одной минуты для уничтожения бактерий и других патогенов); К 18 февраля более 13 миллионов человек в Техасе жили в районах, охваченных рекомендациями по кипячению воды. В случаях, когда у жителей не было источников энергии для нагрева воды, рекомендовалось покупать воду в бутылках; в Хьюстоне это привело к нехватке воды в бутылках в продуктовых магазинах. Кроме того, прорывы труб нанесли значительный ущерб многочисленным жилым домам в районе Далласа и других районах Северного Техаса.

Вид со спутника на заснеженный юг центральной части США после зимнего шторма 16 февраля

После консультации с мэром Далласа Эриком Джонсоном две игры НХЛ между Nashville Predators и Dallas Stars, которые были запланированы на вечера 15 и 16 февраля в American Airlines Center, были отложены. Напротив, Oklahoma City Thunder решили провести свою домашнюю игру 16 февраля против Portland Trail Blazers в соответствии с графиком, хотя большинство других зданий в центре Оклахома-Сити решили на ночь выключить освещение и электрическое оборудование, чтобы снизить нагрузку на энергосистему города; Команда НБА заявила, что Chesapeake Energy Arena предпримет шаги для экономии энергии во время игры, включая отключение освещения в вестибюле, видеопанелей, наружных вывесок и большей части наружного освещения.
Из-за дерегулирования рынка электроэнергии и всплеска спроса с 10 февраля оптовые цены на электроэнергию выросли в некоторых местах на 10 000 процентов. В результате некоторые техасцы получают огромные счета за электроэнергию  до 450 долларов за один день использования. 17 февраля сенатор США Тед Круз (республиканец от Техаса) оказался в центре скандала, когда его вместе с семьёй засняли садящимся в самолёт рейсом в мексиканский город Канкун. На следующий день он вернулся в Хьюстон и признался, что запланировал отпуск, чтобы избежать холодный период.
В Оклахоме предупреждения о зимнем шторме были объявлены для всех 77 округов штата  офисами Национальной метеорологической службы в Нормане, Талсе, Амарилло и Шривпорте. Губернатор Кевин Ститт объявил 12 февраля чрезвычайное положение на всей территории штата, поскольку штат уже столкнулся с последствиями незначительных зимних погодных явлений и продолжительных минусовых температур. Толщина снега во многих округах штата составляла 3-8 дюймов (8–20 см) и более. В Оклахоме максимальная толщина снега наблюдалась в Рузвельте — 30 см.
Сильная метель привела 14 февраля к серьезным проблемам с поездками по штату. К 17:20 дорожный патруль Оклахомы зарегистрировал 56 нетравматических столкновений, 24 столкновения с травмами, 116 автомобилистам оказана помощь. Пожар, вызванный автомобильной аварией остановил движение по магистрали Turner около Hiwassee Road в северо-восточном округе Оклахома, при этом движение в западном направлении было перенаправлено на магистраль Kickapoo, а движение в восточном направлении — на I-35. Столкновение автомобилей на I-35 возле Брамана привело к гибели одного человека. Рекордно низкие температуры во время события также привели к тому, что плотина на озере Оверхользер полностью замерзла.

К 16 февраля ураган унес жизни не менее 17 человек на юге страны. К 18 февраля число погибших возросло как минимум до 47. По меньшей мере 10 человек в Техасе погибли в результате погодных катаклизмов с 14 февраля, в том числе мать и ребенок, из-за отравления угарным газом. К 30 апреля правительство штата Техас изменило официальное число погибших в Техасе до 151. Еще тринадцать человек на юге, за пределами Техаса, погибли в результате событий, прямо или косвенно связанных с ураганом.. Шторм также частично стал причиной нехватки цыплят по всей стране из-за низких температур, массовых отключений электричества и воды, которые длились несколько дней.

#### Великие озера

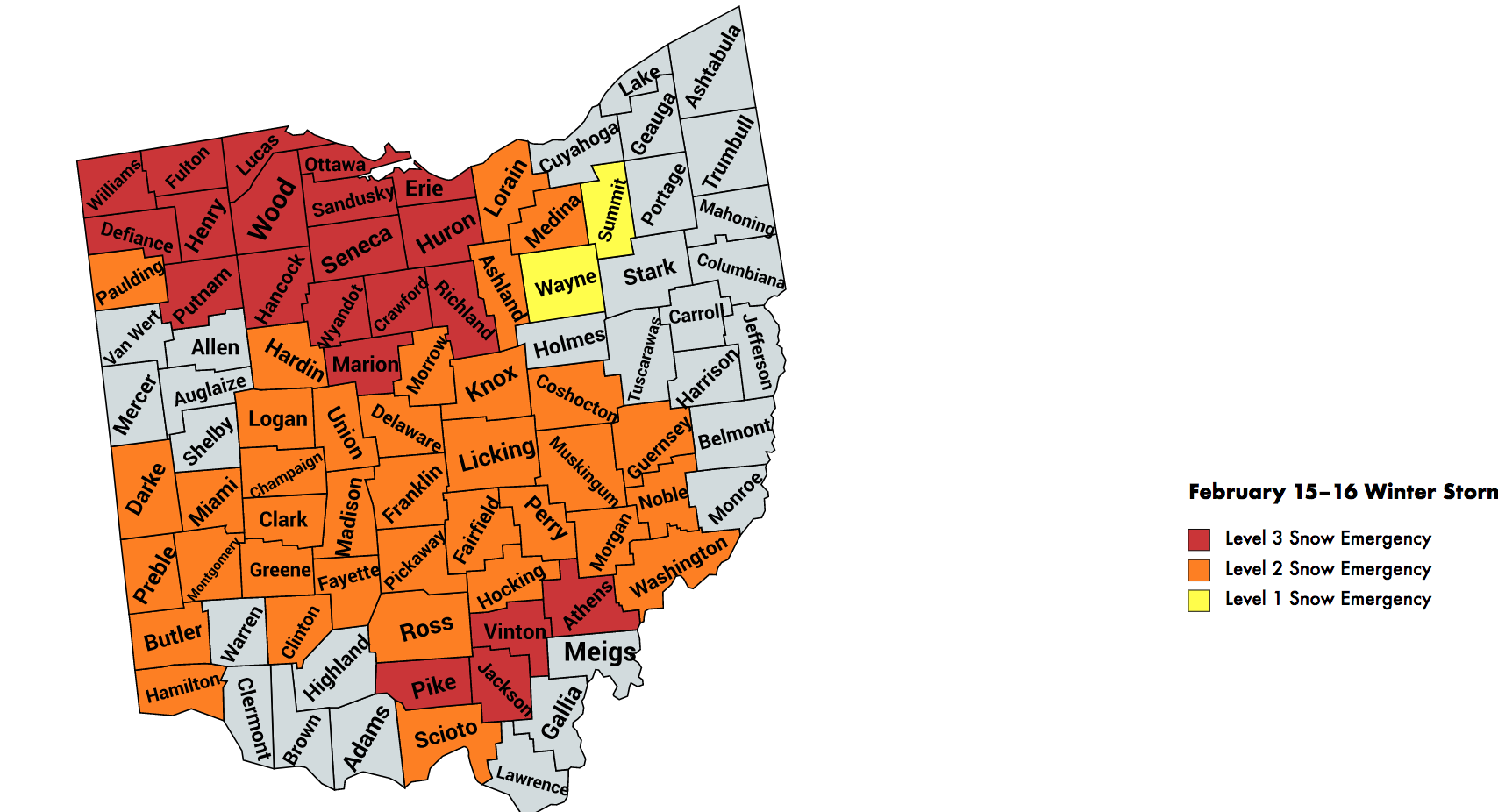
Карта наиболее серьёзных чрезвычайных снежных ситуаций в Огайо с 15 по 16 февраля 2021 года

Чикаго вместе с другими городами северного Иллинойса получили до 36–43 см снега при ветре до 32 км/ч. В Индианаполисе, шт. Индиана, выпало около 18 см снега, столько же было в Детройте, шт. Мичиган. Толедо, штат Огайо, получил 37 см снега, что является третьим по величине двухдневным снегопадом и самым большим с 1912 года. Другие города Северного Огайо получили до 25–30 см снега, а города в центральной части — до 8 см, как, например, в Колумбусе.

#### Юго-восток

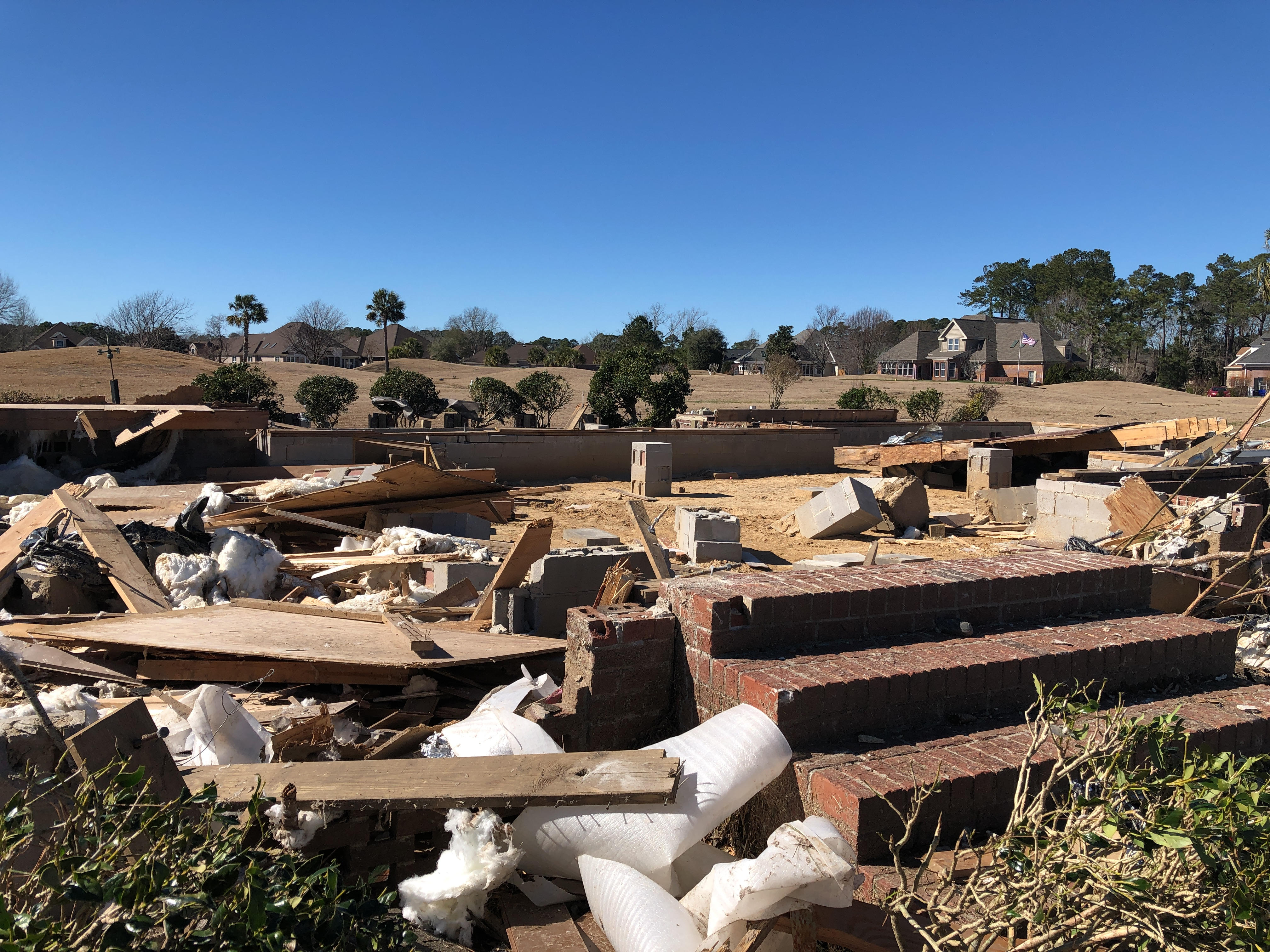
Ущерб, нанесённый дому, где погибли два человека. К северу от Сансет-Бич, Северная Каролина.

15 февраля на юго-востоке США произошла вспышка непогоды с сильным градом, разрушительными ветрами и пятью торнадо, затронувшими пять штатов. Торнадо категории EF2 уничтожил два дома и повредил деревья недалеко от Дамаскуса (штат Джорджия), в результате чего пять человек получили ранения. Более разрушительный торнадо категории EF3 обрушился на район плантации Оушен-Ридж возле Сансет-Бич (Северная Каролина), причинив серьёзный ущерб многим домам, некоторые из которых были снесены, затем переместиться в сельские районы, где повредил или сломал сотни деревьев. В результате этого торнадо погибли трое и ранено10 человек.
| EF# | Location                         | County / Parish | State | Start Coord.                    | Time (UTC)  | Path length         | Max width      | Summary |
| --- | -------------------------------- | --------------- | ----- | ------------------------------- | ----------- | ------------------- | -------------- | --- |
| EF0 | NW of Panama City Beach          | Bay             | FL    | 30°13′16″ с. ш. 85°53′23″ з. д. | 20:01–20:03 | 1,3 миль (2,1 км)   | 50 yd (46 м)   | Незначительные повреждения конструкций, столбов, скамей и ограждений произошли недалеко от пляжа и в парке Фрэнка Брауна. |
| EF0 | SE of Gilberts Mill              | Washington      | FL    | 30°35′58″ с. ш. 85°27′21″ з. д. | 20:38–20:39 | 0,7 миль (1,1 км)   | 100 yd (91 м)  | Кратковременный торнадо сорвал с якоря флигель, подняв его на 20 ярдов (18 м). Он был закреплён деревянными столбами в неглубоком бетонном фундаменте. Вдоль подъездной дорожки было сломаано несколько сосен. Дальше к северу у промышленного здания двойной ширины зафиксированы незначительные повреждения крыши. Вдоль дороге было выкорчевано несколько других деревьев. |
| EF0 | NW of Lake City                  | Columbia        | FL    | 30°12′25″ с. ш. 82°44′17″ з. д. | 21:17–21:21 | 0,37 миль (0,60 км) | 60 yd (55 м)   | Черепичная крыша, заборы и деревья были повреждены этим кратковременным торнадо. |
| EF2 | S of Damascus to E of Iveys Mill | Early, Baker    | GA    | 31°16′52″ с. ш. 84°43′16″ з. д. | 21:38–21:48 | 11,60 миль (19 км)  | 600 yd (550 м) | Этот сильный торнадо сначала прошёл к западу от SR 45, где он сломал несколько деревьев и повредил крыши некоторых домов. Дальше на северо-востоке торнадо достиг максимальной интенсивности и полностью разрушил два небольших и незакреплённых дома к югу от Дамаскуса, один из которых был построен из бетонных блоков, а другой деревянный с бетонным фундаментом. От этих построек остались только разбросанные обломки и фундамент, также полностью разрушен соседний отдельно стоящий гараж. Из гаража торнадо выбросил грузовик, при этом были сильно повреждены другие автомобили. В этих домах пять человек получили ранения. Третий дом был повреждён и его снесло с фундамента. Деревья также были сломаны или вырваны с корнем, при этом два металлических шеста втыкались в деревья. Баллон с пропаном был перемещён, также были повреждены линии электропередач. Дальше на северо-восток торнадо ослабел, сломав и вырвав с корнем ещё больше деревьев. Незначительные повреждения кровли произошли до того, как ураган ушёл. |
| EF3 | N of Sunset Beach to SW of Delco | Brunswick       | NC    | 33°54′42″ с. ш. 78°30′35″ з. д. | 04:34–04:56 | 22 миль (35 км)     | 275 yd (251 м) | 3 deaths – The tornado touched down at the north edge of Sunset Beach, damaging numerous pine trees and limbs at EF0 intensity as it crossed NC 179, before rapidly intensifying to EF2 strength as it neared NC 904. As the tornado crossed the road, a large metal building was destroyed and a number of RVs were overturned. Still rapidly strengthening, the tornado entered Grissettown and struck the Ocean Ridge Plantation subdivision at its peak intensity of high-end EF3. Three homes were leveled at this location, one of which was swept completely away. This home was well-constructed, but built on a block foundation, and vehicles parked at the site were moved only short distances. Dozens of other nearby homes were damaged, some of which sustained loss of roofs and exterior walls. Many large trees were snapped and denuded in the subdivision, and a car was overturned. All three fatalities occurred in the Ocean Ridge Plantation subdivision. The tornado then abruptly weakened, but reached its maximum width as it crossed U.S. 17 between Grissettown and Cool Run as it exited Ocean Ridge Plantation at EF1 strength, rolling a double-wide mobile home on the north side of the highway. As the tornado continued northeast, it reintensifed back to EF2 strength, causing major damage to several homes and snapping hundreds of trees. It then inflicted a continuous path of tree damage through forest and swamp land, crossing NC 130 and NC 211. The tornado finally lifted east of NC 211. |

### Мексика

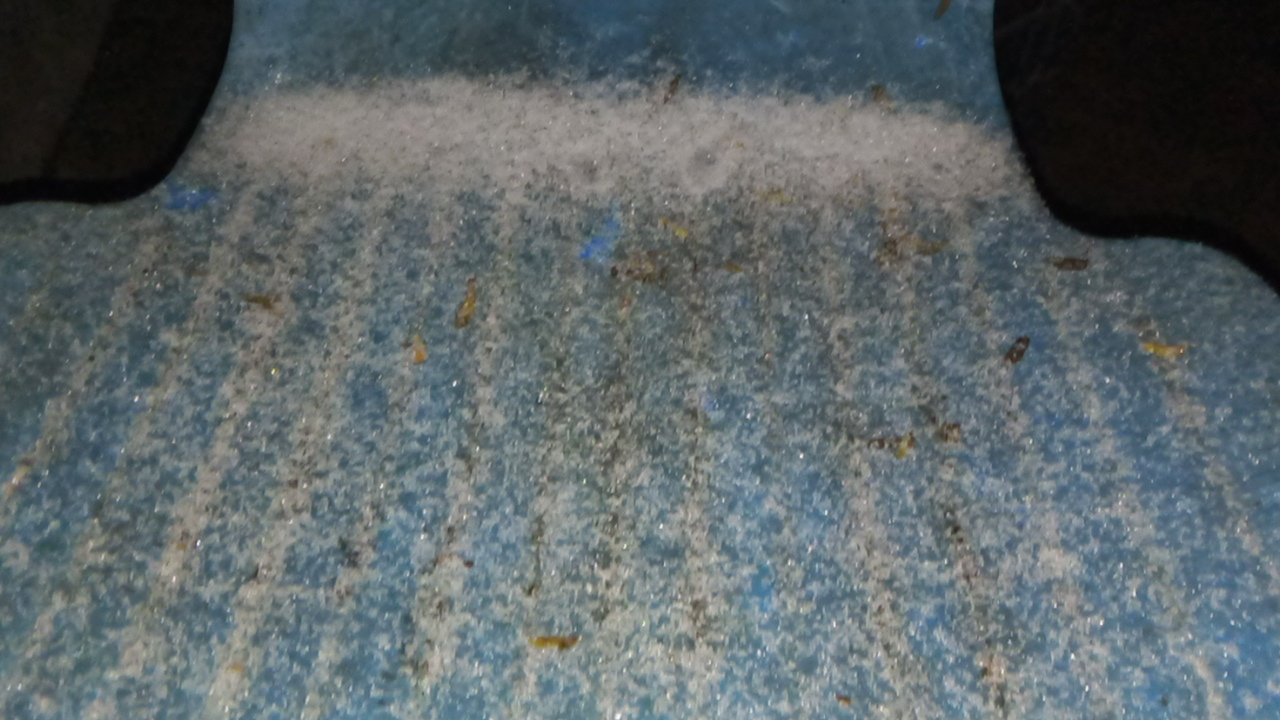
Снег в Монтеррее, Мексика, ранним утром 15 февраля. Температура 1 °C

Зимний шторм вызвал перегрузку электросетей на севере Мексики, что привело к массовым отключениям электроэнергии в 4,7 миллиона домов и предприятий.. Температура опустилась до –18 °C, нехватка природного газа привела к отключениям электроэнергии в Нуэво-Леон, Коауила, Тамаулипас и Чиуауа на границе с Техасом. Более десятка человек погибли в Сьюдад-Хуаресе, Рио-Браво, Матаморосе и Монтеррее. Президент Андрес Мануэль Лопес Обрадор заявил 17 февраля, что Мексика увеличит использование нефти и угля для производства электроэнергии, а также закупит три партии природного газа для электростанций. Он также предупредил, что периодические отключения электричества будут продолжаться до 21 февраля. Местные власти отметили, что ни одна больница не оставалась без электричества.

### Канада
В Онтарио предупреждения о снегопаде были объявлены до начала зимней бури. Школьные автобусы были отменены в районе Большого Торонто, школы были полностью закрыты в Халтоне и Дареме. 20 см снега выпало в Виндзоре, 12 см в международном аэропорту Торонто и 18 см в Оттаве. Самый сильный снегопад в регионе (более 30 см) прошёл в Гамильтоне и регионе Ниагара.

## Последствия
Через несколько дней последовал ещё один сильный зимний шторм, в результате которого погибло не менее 29 человек и нанесен ущерб в размере $ 500 млн (цены 2021 года), что усугубило энергетический кризис в Техасе и помешало усилиям по восстановлению энергосистемы в этом штате.

### Комментарии
1. ↑  All dates are based on the local time zone where the tornado touched down; however, all times are in Coordinated Universal Time for consistency.

## Внешние ссылки
- Архив сводок о штормах от Центра прогнозирования погоды
- Обзор событий от Центра прогнозирования погоды